# Герб Белохолуницкого района
Герб муниципального образования «Белохолуницкий район» — опознавательно-правовой знак, составленный и употребляемый в соответствии с правилами геральдики, служащий символом муниципального района «Белохолуницкий район» Кировской области Российской Федерации.

## Описание герба
Описание герба:
В рассечённом зелёном и золотом поле трижды зазубренное просечённое острие, серебряное в зелёном и чёрное в золотом, образующее подобие сквозного контура ели, под ним волнистый круг внутри трёх волнистых же концентрических колец, всё рассечено переменными цветами: серебро и лазурь. В вольной части герб Кировской области.

## Обоснование символики
Описание герба:
Герб языком символов и аллегорий передаёт природные, исторические и экономические особенности района. Геральдическая фигура остриё, серебряное и чёрное, указывает на то, что район расположен в долинах сливающихся рек — Белой и Чёрной Холуницы. Река Белая Холуница, давшая название административному центру и району, светлее и чище, чем протекающая по многочисленным торфяникам Чёрная Холуница. Воды Белой Холуницы образуют самый большой искусственный водоём области — Белохолуницкий пруд, который в гербе символически отражён волнистым кругом внутри трёх волнистых колец — серебряных и лазоревых. Серебро в геральдике — чистота, благородство, мир, взаимопомощь. Лазурь — красота, величие, слава, истина, добродетель. Чёрный цвет символизирует благоразумие, мудрость, скромность, честность. Контур ели, образованный трижды зазубренным просечённым остриём, — символ того, что одна из основных отраслей промышленности района — лесоперерабатывающая. На лесные богатства района (леса занимают более 50% территории) также указывает зелёный цвет поля, который, кроме того, означает надежду, радость, здоровье и свободу. Золотое поле — богатство, справедливость, великодушие, уважение, а также говорит о сельскохозяйственной направленности района.

## История создания
- 15 апреля 2009 — герб района утверждён решением Белохолуницкой районной Думы[2].
- Герб Белохолуницкого района включён в Государственный геральдический регистр Российской Федерации под № 4283[3].